# Asowsches Hochland

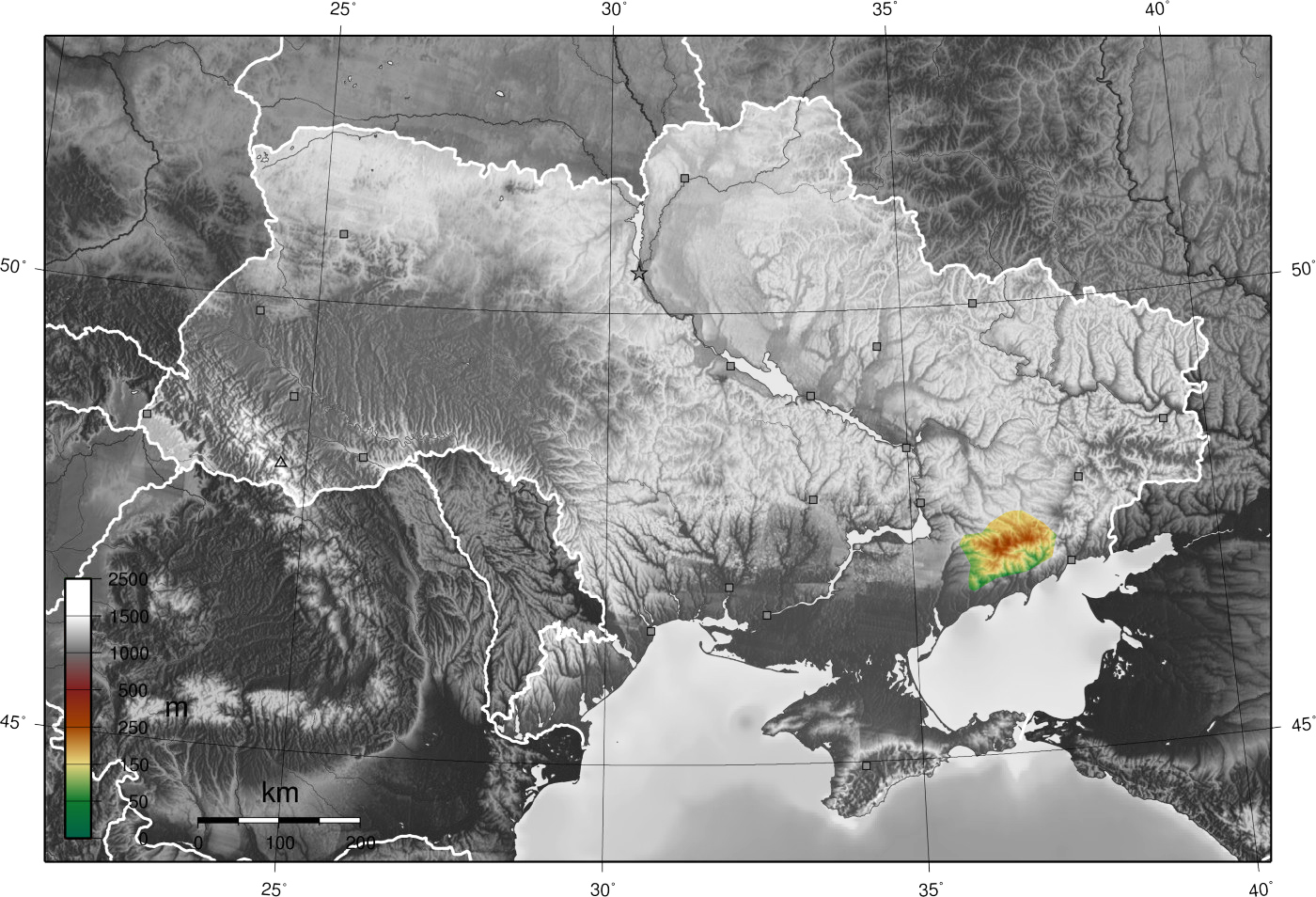
Lage des Asowschen Hochlands in der Ukraine

Das Asowsche Hochland (ukrainisch Приазовська височина Pryasowska wyssotschyna; russisch Приазовская возвышенность Priasowskaja woswyschennost) ist ein Hochland nördlich des Asowschen Meeres im Südosten der Ukraine.

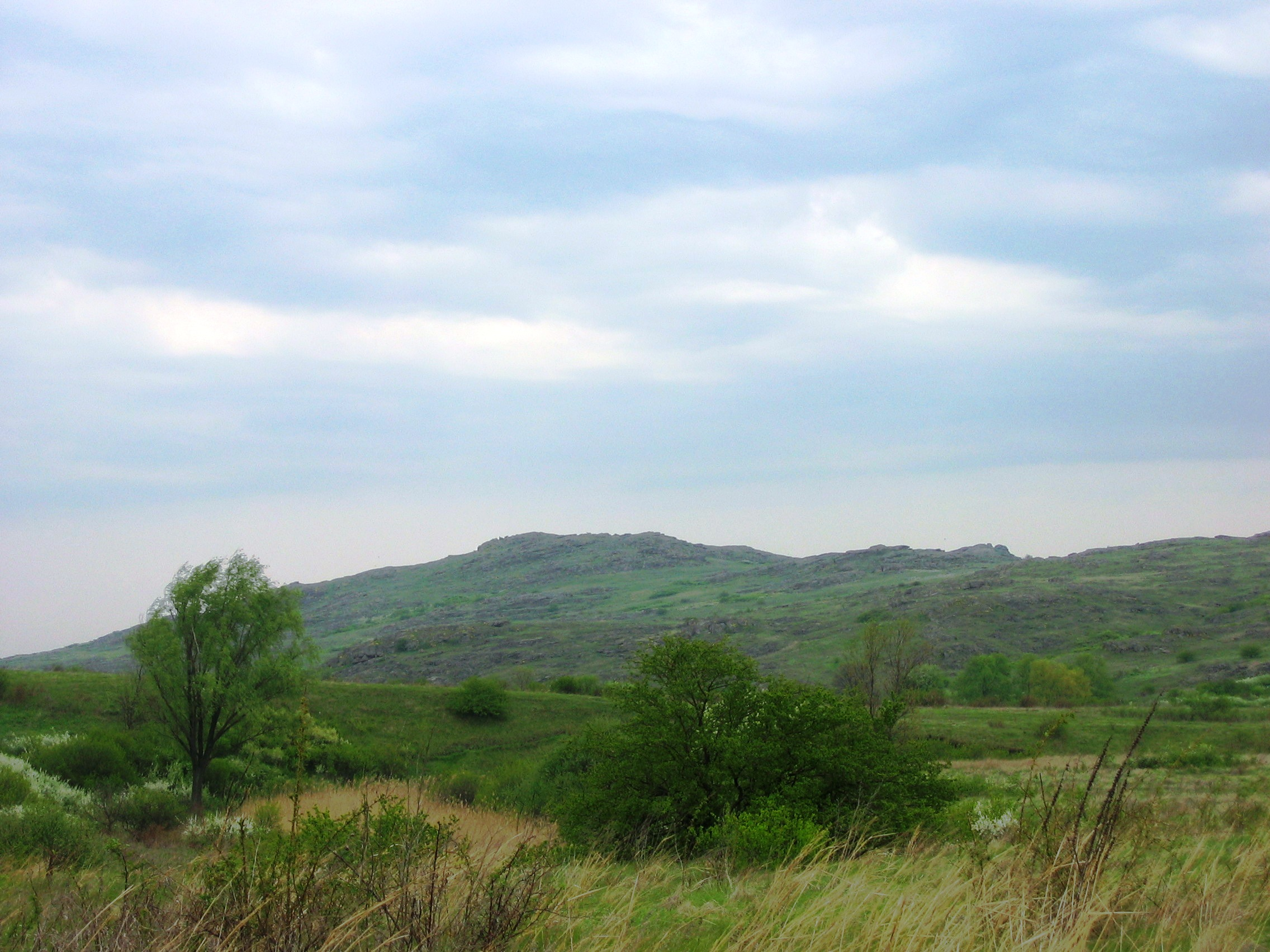
Das Naturschutzgebiet Kamjani Mohyly im Asowschen Hochland

Das Hochland ist Teil des Ukrainischen Schilds und Quellgebiet einiger ins Asowsche Meer fließender Flüsse wie die Molotschna, die Berda, die Obytitschna, dem in den Kalmius fließenden Kaltschyk (Кальчик) und der, zum Dnepr fließenden Kinska. Höchste Erhebung des Asowschen Hochlands ist der 324 m hohe Belmak-Mohyla (Бельмак-Могила ⊙) beim Dorf Trudowe (Трудове) nahe Kamjanka. 
Das Asowsche Hochland liegt im Osten der Oblast Saporischschja sowie im Südwesten der Oblast Donezk und grenzt im Nordosten an die Donezplatte und im Süden und Westen an das Schwarzmeertiefland. Teile des Hochlandes stehen unter Naturschutz.